# Erp (Eindhoven)
Erp is een woonwijk in de Nederlandse provincie Noord-Brabant, gelegen in het westelijke deel van Woensel-Zuid (Eindhoven). Op 1 januari 2023 telde de wijk 17.880 inwoners, verdeeld over 8.938 woningen, met een gemiddelde WOZ-waarde van € 294.000, op een oppervlakte van 3,95 km². 
Erp was de naam van het gehucht dat als een lint lag aan de oude weg naar Son (nu Frankrijkstraat-Woenselsestraat). Het zwaartepunt lag ongeveer waar nu de Woenselsestraat de Dr Cuyperslaan kruist. De naam wordt in 1736 vermeld als een van de 11 toenmalige Woenselse gehuchten, met destijds een aantal van 36 huizen. Het werd ook wel geschreven als d’Erp, ’t Erp, hetgeen gewoon "dorp" betekent.
De wijk bestaat uit zes buurten: Groenewoud, Kronehoef, Mensfort, Rapenland, Vredeoord en Barrier

## Groenewoud
De westelijk gelegen buurt heet in de volksmond Woensel-West. Omdat deze naam in 1986 –voor wie bekend was met de stad– een negatieve klank had en omdat zij die niet bekend met de stad waren het zouden kunnen verwarren met een veel groter gebied, het hele westen van Woensel, is dat toen niet als buurtnaam gekozen. Geopteerd is voor de bestemmingsplannaam Groenewoud.
De naam komt van het café annex speeltuin het Groene Woud, dat lag aan het einde van de Groenewoudseweg. Het café lag aan de grens van wat nu ook nog overwegend bosgebied is: de Wielewaal, de Herdgang, het Wandelpark en de Grote Beek. 
Het Groenewoud oftewel Woensel-West is een impulsbuurt en krijgt in het kader van het Grotestedenbeleid extra aandacht.

## Kronehoef
Kronehoef is de naam van een boerderij die al in 1378 genoemd wordt als Gruythuys. De heer van Woensel verkocht er gruit waarmee de bevolking bier kon brouwen. Daarna heeft het een tijd Prinsehoeve geheten, omdat het bezit was van de prinsen van Oranje. De prins werd koning (van Engeland) en in 1748 is er sprake van de Kronehoef. De buurt Kronehoef is zeer gemêleerd van opbouw zowel qua functies (wonen/niet-wonen) als qua woningtypes (en dus ook bewoning). De buurt telt verhoudingsgewijs de meeste bejaarden van Eindhoven. Dit hangt samen met de grote bejaardenflats aan de Kloosterdreef en de Imkerstraat. Er is een sterke buurtorganisatie in de vorm van Woon- en Leefoverleg Kronehoef aanwezig. Het gebied heeft recentelijk een ontwikkelingsimpuls gekregen met name op de hoek Ringweg/Boschdijk.

## Mensfort
In de periode 1955-1965 werd de buurt Mensfort gebouwd. Het is een heel oude naam voor een gehucht dat eigenlijk 2 kilometer noordelijker lag. De buurtnaam komt al in 1273 voor als Merdenfort, en verwijst naar de oversteekplaats (voorde) waar de Oude Bossche Baan het stroompje de Eckersrijt kruist. Woongebied Mensfort stamt uit de periode 1945-1965.

## Rapenland
De naam Rapenland lijkt uit de 17e eeuw te dateren en duidt er op dat er hier vroeger rapen werden verbouwd. Aan de noordgrens van Rapenland ligt het Catharinaziekenhuis. Het middengedeelte is een mix van wonen en bedrijvigheid rond de oude radiaal Woenselsestraat inclusief buurtwerkplaats.

## Vredeoord
In 1839 kocht de Eindhovense koopman A.P. Hoefnagels een grote lap grond van het grote heidegebied tussen Woensel en Best. Daar bouwde hij het landgoed Vredeoord op. Het huis is inmiddels weer gesloopt. Het lag in de noordwesthoek van wat nu de buurt De Barrier is, waar nu het activiteitencentrum Henriette Roelants ligt. Vredeoord werd de bestemmingsplannaam van het gebied van ziekenhuis De Grote Beek, en in 1986 de buurtnaam toen dit deel een aparte buurt werd.

## Barrier
Aan de Boschdijk lagen twee tolhuizen: behalve de Achtse Barrier was er de (Woenselse) Barrier, even voorbij de hoek van de huidige Barrierweg. Vandaar heet de buurt er nu de Barrier. De Barrier bestaat bijna volledig uit goedkope, vooroorlogse, gerenoveerde arbeiderswoningen. De zuidoosthoek kent overwegend koopwoningen. Het centrale deel wordt gevormd door de omgeving van het Hendrik de Keijzerplein (ongeveer 400 woningen).

## Fotogalerij

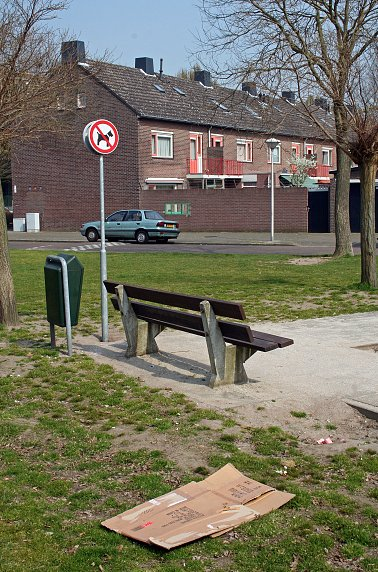
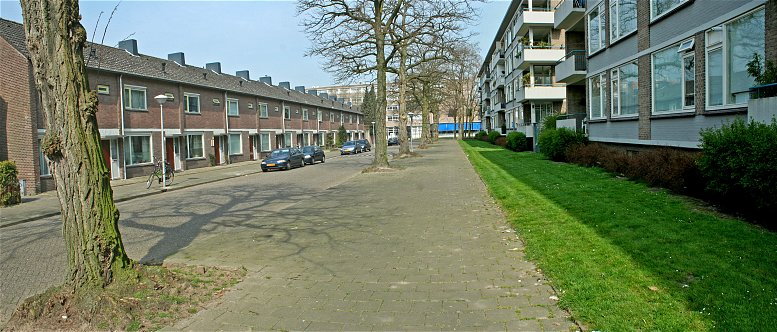
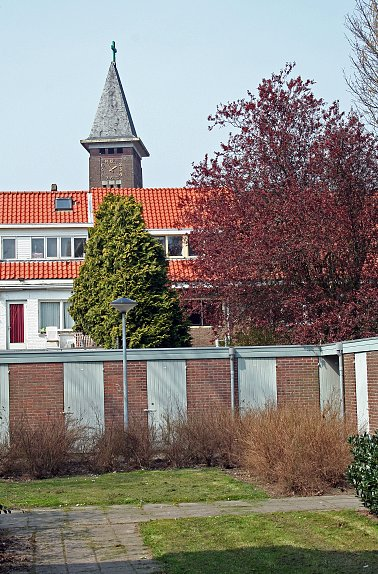
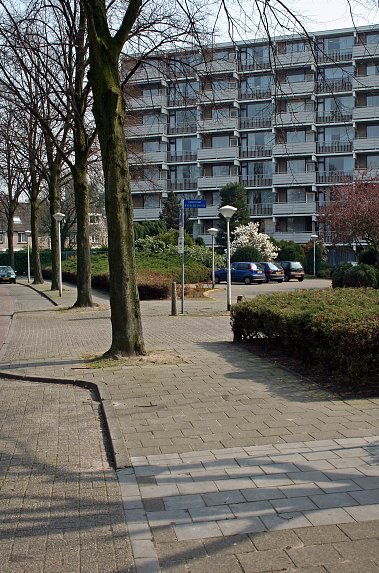
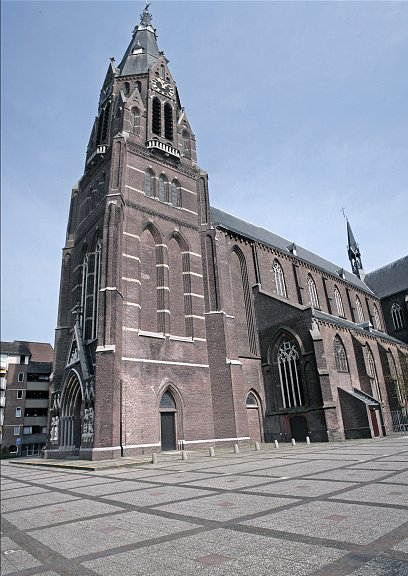
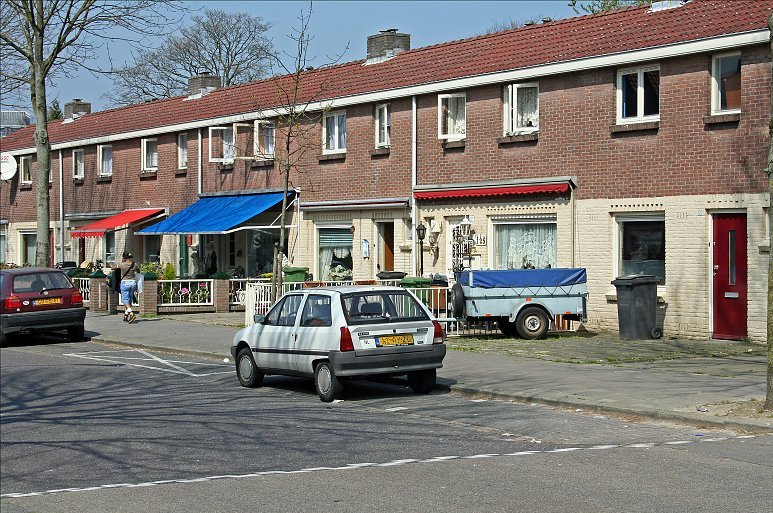
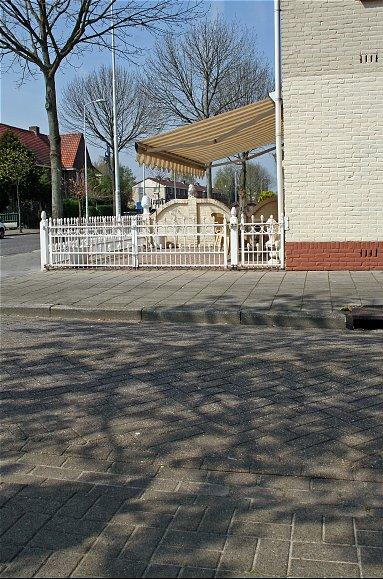
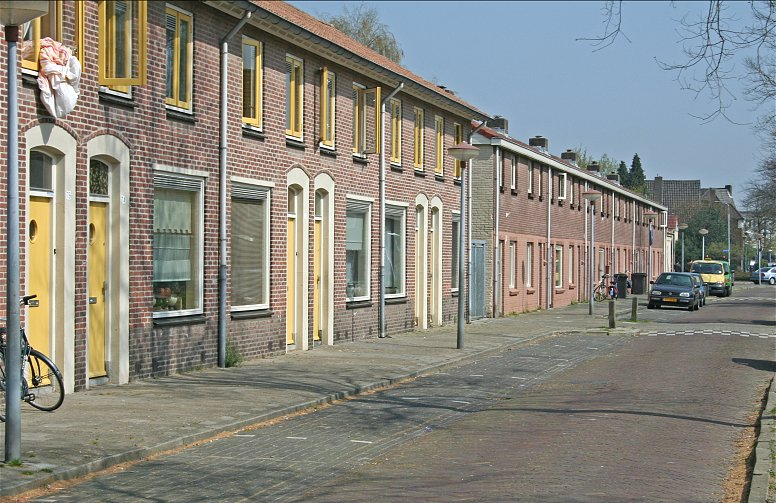
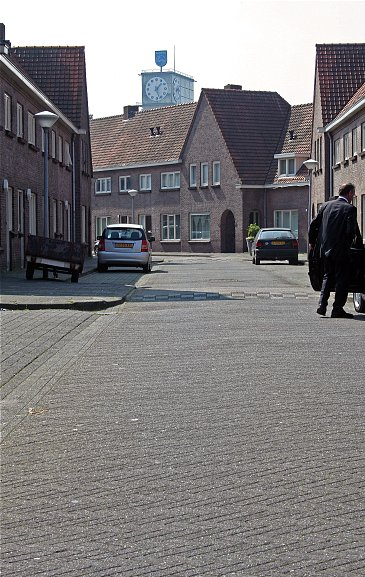